# Johnny Laboriel
Juan José Laboriel López (9 juillet 1942 - 18 septembre 2013), connu sous le nom de Johnny Laboriel, est un chanteur de rock mexicain,,.

## Biographie
Johnny Laboriel est le fils de l'acteur et compositeur Juan José Laboriel et de l'actrice Francisca López de Laboriel, dont les parents sont des immigrants garifuna du Honduras. Il est le frère du bassiste Abraham Laboriel et de la chanteuse Ela Laboriel.
Sa carrière commence en 1958, quand, à 16 ans, il rejoint le groupe de Rock 'n' roll Los Rebeldes del Rock.
Il est invité en 2004 par Álex Lora à participer au 36e anniversaire de son groupe El Tri. Le concert a lieu à l'Auditorio Nacional (Mexico). Il est disponible en CD et DVD sous le titre 35 Años y lo que falta todavía.
En 2006, Johnny Laboriel est aussi été invité par Luis Álvarez « El Haragán » à participer au 16e anniversaire de son groupe, El Haragán y Compañía. Le concert a lieu le 3 novembre 2006 à l'Auditorio Nacional de Mexico.
Il décède le 18 septembre 2013, à Mexico, d'un cancer de la prostate. Il laisse son épouse Vivianne Thirion et ses fils Juan Francisco et Emmanuel,.

## Discographie
- Melodía de Amor
- La Hiedra Venenosa
- Cuando Florezcan los Manzanos
- Historia de Amor
- El Chico Danielito
- Muévanse Todos (chanteur Roberto "Baby" Moreno)
- Rock del Angelito (couverture de Rockin 'Little Angel)
- la Bamba
- Yakety Yack
- Recuerdas Cuando
- Kansas City
- Corre Sansón Corre